# Pålning (markförstärkning)

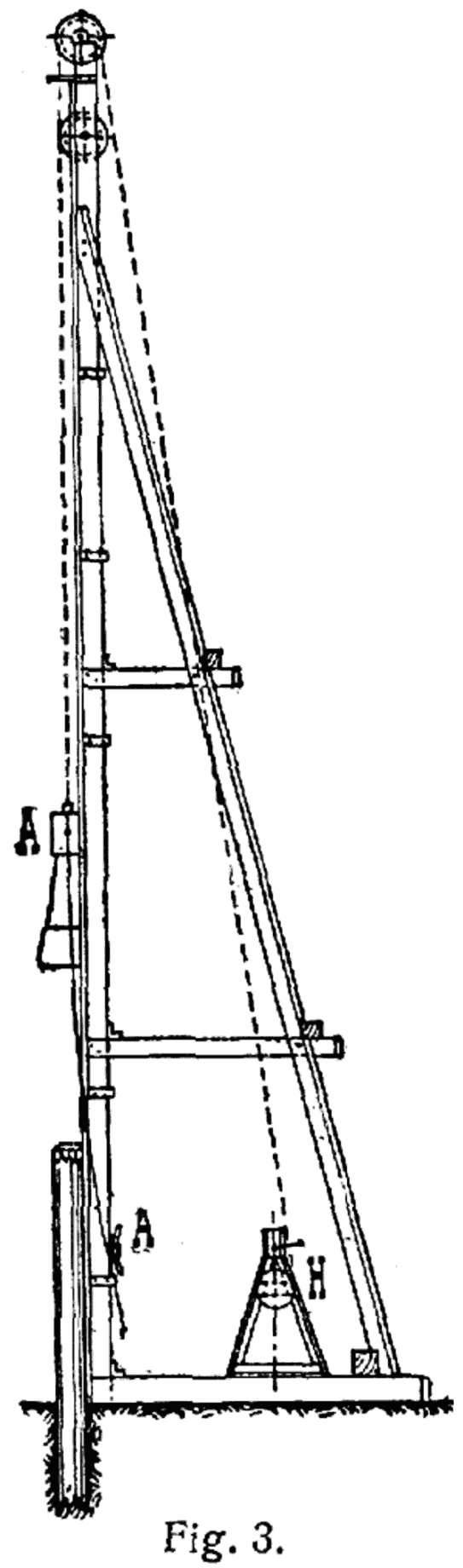
Historisk pålkran.

Pålning (verbalsubstantiv av påla) avser neddrivandet av pålar i marken för olika ändamål, såsom: grundpålning (grundförstärkning), pålgrundläggning (djup grundläggning), spontpålning (strandskoning), samt pålspärrning och pålverk (stängsel) med mera. 

## Grundpålning

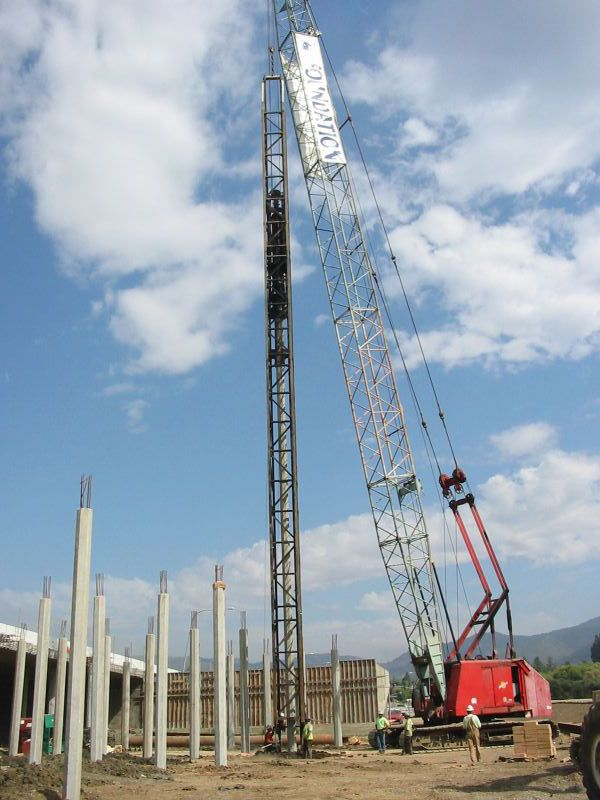
Grundpålning till land.

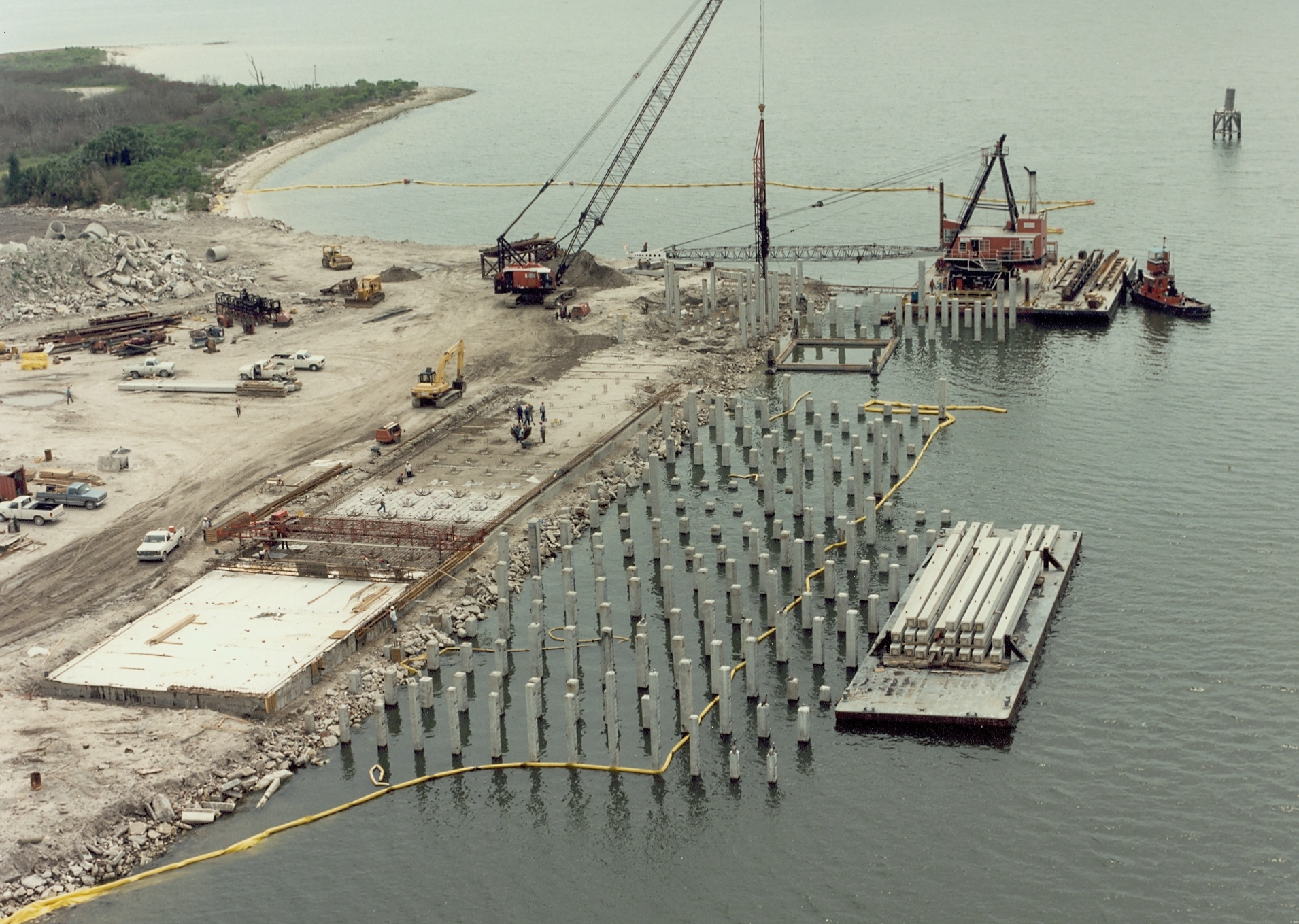
Grundpålning till sjöss.

Grundpålning eller pålgrundläggning är en grundläggningsprincip som används i för att kunna bygga hus, vägar, järnvägar, broar och andra anläggningar på dålig byggnadsgrund, där pålning används för att tjäna som underlag (fundament) för byggnaden genom att överföra last från ovanliggande konstruktion förbi lösa jordlager ned till bärkraftiga jordar eller berg.
Beroende på typ av byggnation, markens egna förutsättningar och bärförmåga, samt olika hänsyn till omgivningen, finns ett antal olika typer av pålningsmetoder och material, till exempel med hejare.
Vid en pålgrundläggning slås pålar av trä, järn eller betong med en pålkran i marken, till ett fast underlag (exempelvis till berg). På detta vis erhålls en stabil undergrund för ett fundament och för en framtida byggnad.

## Olika påltyper
En påle är en i grund och botten en stock, oftast nedkörd i marken. Då kan den användas stolpe eller som del av ett pålverk. Vid pålning slås pålar av trä, stål eller betong med en pålkran i marken, till ett fast underlag (till exempel till berg). På detta vis erhålls en stabil undergrund för ett fundament och för en framtida byggnad.

### Spetsburen påle
Spetsburna pålar används när neddrivning till fast berg är möjligt. Lasten från byggnaden överförs via pålen direkt till berggrunden.

### Friktionspåle
Friktionspålar används i sandjordar som är av så stor mäktighet att neddrivning till berggrunden inte är möjligt. Lasten från byggnaden tas upp av friktionen mellan pålens mantelyta och jorden.

### Kohesionspåle
Kohesionspålar används i lerjordar som är av så stor mäktighet att neddrivning till berggrunden inte är möjligt. Lasten från byggnaden tas upp av kohesionskrafterna mellan pålens mantelyta och leran.

### Frankipåle
Metoden används när grunden består av fyllnadsmassor, dy, sand, sten och liknade och bygger på idén att en betongpåle gjuts på platsen i ett stålrör samtidigt under den pågående pålningen. Metoden utvecklades av den belgiske ingenjören och uppfinnaren Edgard Frankignoul på 1900-talets början och patenterades 1909. Metoden användes bland annat vid bygget av stora delar av Slussen i Stockholm 1931–1935.

### Geopolymer-påle
Geopolymer-pålar används i alla jordtyper och består av en flytande blandning, som punktinjekteras i höljen precis där pålningen behövs. Geopolymeren stelnar och expanderar därefter för att packa jorden tätare runt omkring.

## Material

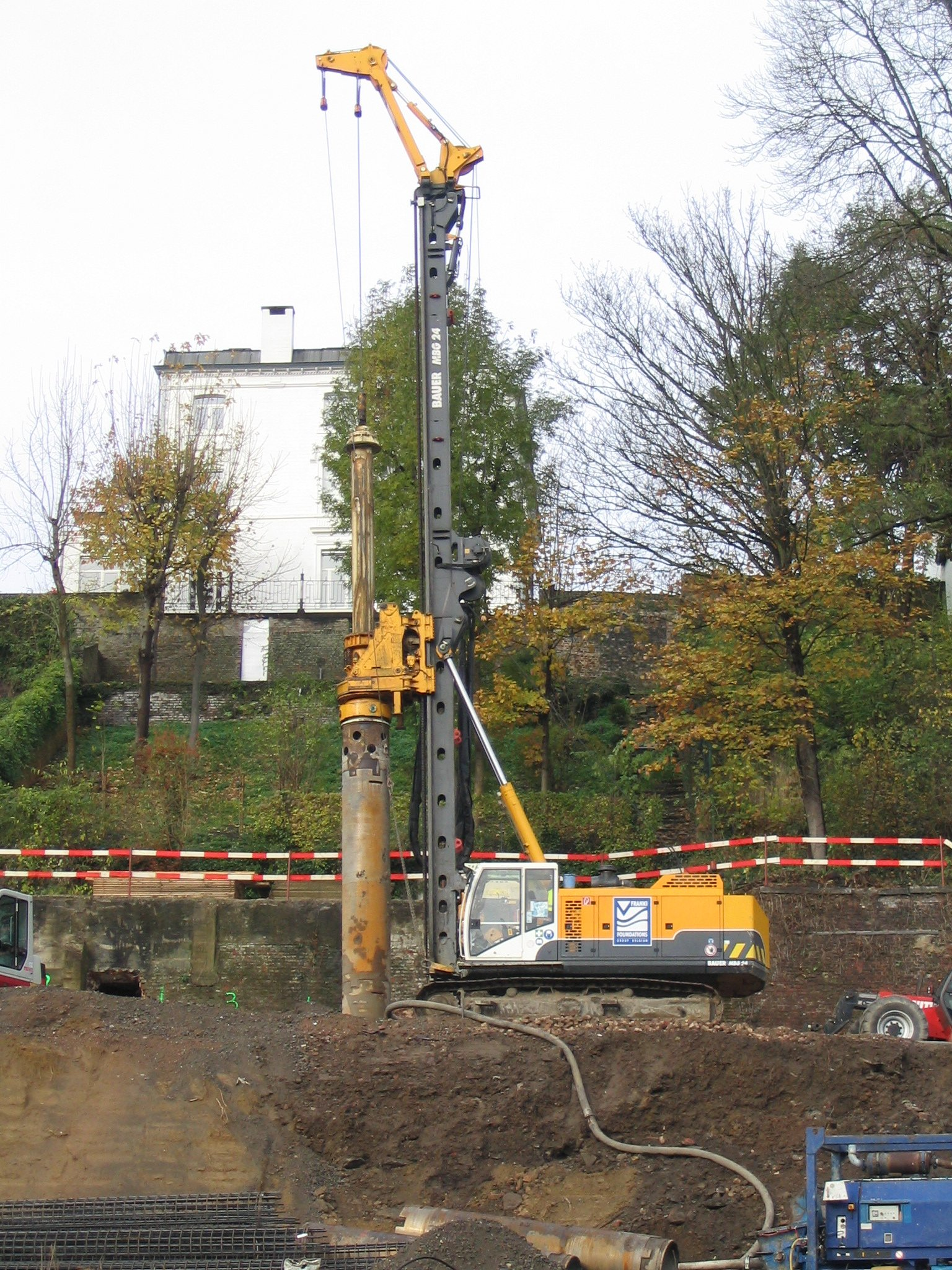
Pålar borrat med kelly-metod.

### Stålpålar
Stål används ofta i spetsburna pålar och friktionspålar. Stålpålar är lätta att kapa och skarva lämpar sig för pålning av stora djup. Vid grundläggning av lätta byggnader används slanka stålrörspålar eller kasserad järnvägsräls. Slanka pålar kröker sig lätt och används aldrig för krävande grundläggning.

### Betongpålar
Betongpålar kan användas i de flesta jordar. De är lätta att skarva och finns i längder på ca 10–12 m. Betongpålar kan pålas till stora djup (>100 m). Platsgjutna pålar gjuts i ett förborrat hål i jorden och förekommer vid höga lastkoncentrationer och i lättschaktade jordar.

### Träpålar
Träpålar är oftast granar som avverkas, kvistas och sedan slås ner i marken med barken kvar på stammen. Träpålar används främst i lerjordar. Så länge som en träpåle befinner sig under grundvattenytan så förhindras ruttning. Metoden har till viss del visat sig vara problematisk: När man började föra ner regnvattnet i dagvattenbrunnar på 1950-talet sjönk grundvattennivåerna i många städer. Detta ledde till att träpålar som stått oskadade i flera hundra år började ruttna och fick bytas ut.

## Installation

Schema över borrpålning

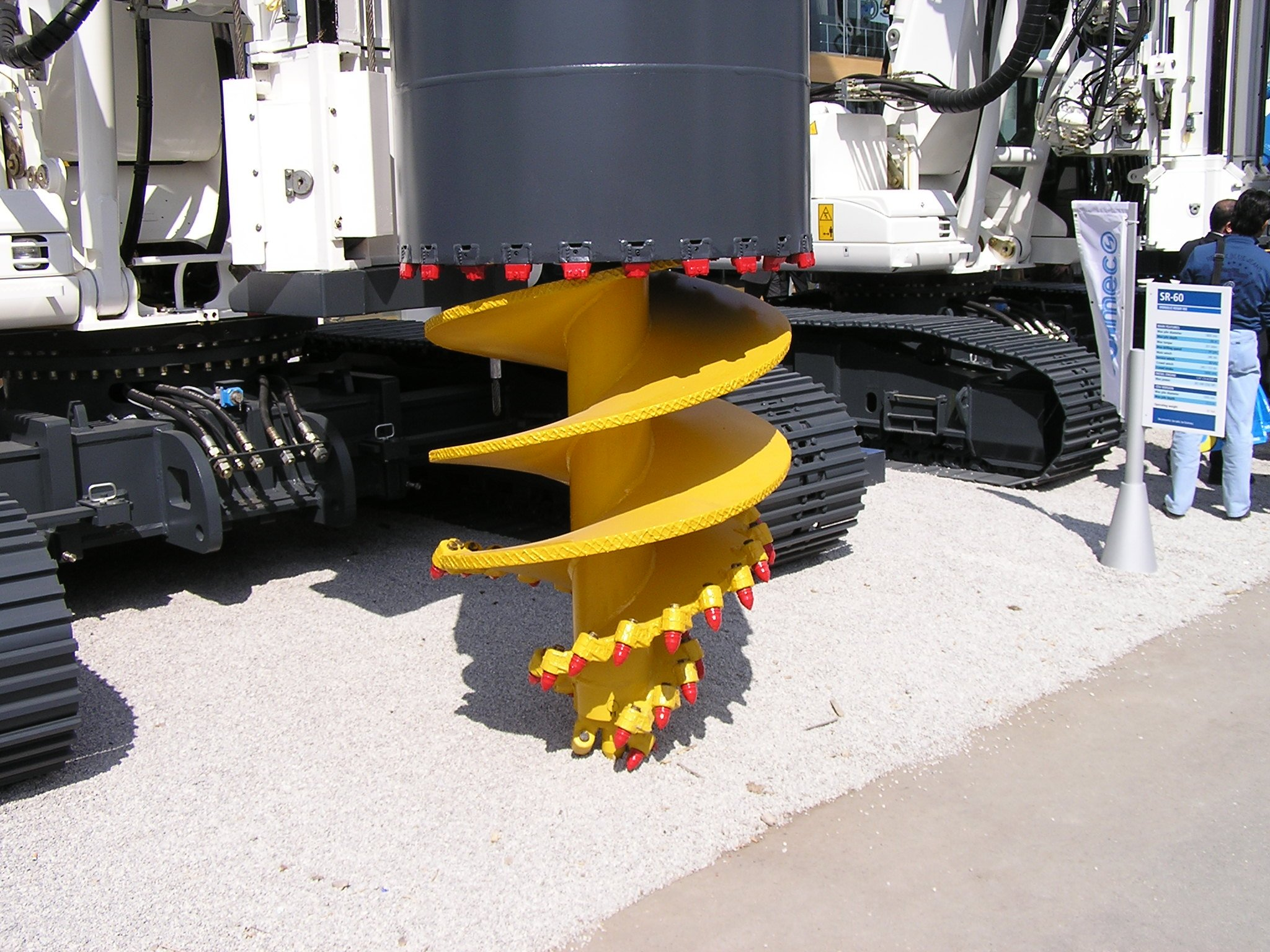
Borrpålningsutrustning.

- (1) Geoteknisk undersökning.
- (2) Pålhålet borras och stöds antingen av ett stålrör, eller som här, av bentonit.
- (3) Efter det att borren nått rätt djup sänks armeringen ner.
- (4) Ett rör från betongbilen förs ner till botten av borrhålet. Betongen, som har högre densitet än bentonitleran, pumpas ner i botten på hålet och bentoniten pressas ur.

### Slagna pålar
Vanligast i Sverige är slagna pålar. Pålarna slås eller vibreras ner i marken med frifallshejare och vibrohejare. På grund av de stora vibrationerna och höga ljudnivåerna som pålningsarbetet ger upphov till, så undviks denna typ av pålning i känsliga miljöer. Den vanligaste rörtypen är så kallade RR-pålar från finska Rautaruukki samt SS-pålar från Scandia Steel.

### Pressade pålar
Pålarna pressas ner i marken med hydrauliska domkrafter. Vanligtvis används byggnaden som mothåll. Metoden används med fördel vid förstärkningsarbeten av en befintlig byggnad, då vibrationerna från slagna pålar kan skada konstruktionen.

### Grävpålar och borrpålar
Grävpålar och borrpålar är betongpålar som gjuts på plats. Det går till på så vis att man gräver eller borrar upp ett hål i marken som fylls med betong och armering. I lösa jordar måste jorden stabiliseras med ett foderrör som sänks ner i samband med grävning och borrning. Vid borrning under grundvattennivån används ibland en bentonithaltig borrvätska som förhindrar inträngning av grundvatten och kollaps av borrhålet.

### Borrade rörpålar
Då marken innehåller block eller stenar som förhindrar vanlig pålning, eller då berget lutar, kan borrade rörpålar användas. Metoden används även då omgivningen är känslig för de vibrationer som vanlig pålning innebär, samt då stora punktlaster ska föras ned till berggrunden. 
Rörpålar tillverkas av höghållfast stål och kan ha en diameter på uppemot 1 meter. Den vanligaste rörtypen är så kallade RD-pålar från finska Rautaruukki samt SSdr-pålar från Scandia Steel. Efter borrningen kan rören fyllas med betong och armering.

## Exempel på kända pålgrundläggningar
Stora delar av Gamla stan i Stockholm är grundlagda på pålar, likaså Riksdagshuset i Stockholm, som vilar på över 9 000 ekpålar. Genom landhöjningen har pålskallarna (överdelen av en påle) kommit över grundvattennivån, vilket resulterat i att pålskallen ruttnat bort och grundens stabilitet försvagats med sättningar i huset till följd. I värsta fall kan huset kollapsa. I Gamla stan och vid ombyggnaden av Riksdagshuset har därför omfattande reparationer och nya grundförstärkningar genomförts.
För trafikknutpunkten Slussen i Stockholm fanns en omfattande pålgrundläggning med betongpålar från 1930-talet. Anläggningen var starkt nedsliten och drabbad av sättningsproblem.[uppföljning saknas]

### Besläktat
- Pålkran
- Pålspärr
- Pålverk